# 73 Klytia
73 Klytia este un asteroid din centura principală.

## Descoperirea asteroidului
73 Klytia a fost descoperit de astronomul american Horace Parnell Tuttle, la 7 aprilie 1862, fiind al doilea și ultimul asteroid descoperit de acesta, cu ajutorul telescopului de patru țoli al Harvard College Observatory din Cambridge (Massachusetts, SUA).

## Denumire
Asteroidul a primit numele cu referire la nimfa Clytia, din mitologia greacă, o oceanidă iubită de Helios.

## Caracteristici
73 Klytia se caracterizează printr-o orbită având semiaxa majoră egală cu 398.685 Gm (2,665 u.a.), cu o excentricitate de 0,041, înclinată cu 2,377° față de ecliptică. Perioada orbitală este de 1.589,084 de zile (4,351 de ani), viteza orbitală fiind de 18,24 km/s.
Diametrul asteroidului este de 44,44 de kilometri, iar albedoul său este de 0,225.